# Variété cotangente
 (novembre 2012).
Si vous disposez d'ouvrages ou d'articles de référence ou si vous connaissez des sites web de qualité traitant du thème abordé ici, merci de compléter l'article en donnant les références utiles à sa vérifiabilité et en les liant à la section « Notes et références ».
En topologie différentielle, une variété cotangente est l'espace total du fibré cotangent d'une variété différentielle M. Le fibré cotangent {\displaystyle T^{*}M\rightarrow M} est le fibré dual du fibré tangent de M. Ses sections sont les 1-formes différentielles de M.

## Variétés cotangentes et géométrie riemannienne
Une métrique riemannienne g sur la variété différentielle M définit un isomorphisme de fibrés vectoriels {\displaystyle g:TM\rightarrow T^{*}M}. Il existe une unique métrique riemannienne, abusivement notée g, sur le fibré cotangent {\displaystyle T^{*}M\rightarrow M} telle que :
{\displaystyle g(gv,gw)=g(v,w)}
De même, l'isomorphisme g permet de transporter la connexion de Levi-Civita en une connexion de Koszul sur {\displaystyle T^{*}M\rightarrow M}.
Le fibré vertical est le sous-fibré vectoriel {\displaystyle {\mathcal {V}}} de {\displaystyle TT^{*}M} défini par :
{\displaystyle {\mathcal {V}}=kerd\pi }
Le fibré horizontal est le sous-fibré vectoriel {\displaystyle {\mathcal {H}}} correspondant à l'espace des variations premières du transport parallèle.
{\displaystyle {\mathcal {H}}_{v}={{\dot {y}}(0),y:(-\epsilon ,\epsilon )\rightarrow T^{*}M,y(0)=v,\nabla _{t}y=0}}
Dans les notations ci-dessus, l'application {\displaystyle y:(-\epsilon ,\epsilon )\rightarrow T^{*}M} est regardée comme un champ de covecteurs le long de l'arc {\displaystyle x=\pi \circ y}. Les fibrés horizontal et vertical permettent une description agréable du fibré tangent de la variété cotangente {\displaystyle T^{*}M} :
{\displaystyle TT^{*}M={\mathcal {H}}\oplus {\mathcal {V}}\simeq \pi ^{*}TM\oplus \pi ^{*}T^{*}M}
Les fibrés vectoriels {\displaystyle \pi ^{*}TM} et {\displaystyle \pi ^{*}T^{*}M} sont naturellement munis de métriques riemanniennes, abusivement notées g. Leur somme orthogonale définit une métrique riemannienne sur la variété cotangente {\displaystyle T^{*}M}, appelée métrique de Sasaki :
{\displaystyle g(v\oplus v^{*},w\oplus w^{*})=g(v,v^{*})+g(w,w^{*})}

## Variétés cotangentes et géométrie symplectique
Elle porte une structure symplectique naturelle, la forme de Liouville.

## Variétés cotangentes et physique
Elle constitue l'espace des phases d'un grand nombre de systèmes dynamiques physiques comme la toupie.